# Ekspozytura
Ekspozytura – urząd zastępczy, pomocniczy, utworzony przez centralę w ośrodkach, w których wielka ilość i ważność spraw wymaga szybkiego działania.